# Clemens Meyer (Musiker)
Clemens Meyer (* 25. Februar 1868 in Oberplanitz; † 4. August 1958 in Schwerin) war ein deutscher Musiker, Komponist und Musikwissenschaftler.

## Leben
Clemens Meyer war das achte Kind des Bergmanns Carl Friedrich Meyer und dessen Frau Johanne Rosalie Weber. Meyer erlernte in den letzten Jahren seiner Schulzeit die Violine und wurde von 1882 bis 1886 an der Städtischen Musikschule Zschopau weiter zum Musiker ausgebildet. Er erhielt u. a. Violinunterricht bei Arno Hilf. Nach Engagements in verschiedenen Orchestern wurde er im Herbst 1891 Schüler von Hermann Ritter an der Königlichen Musikschule Würzburg, wo er zur Bratsche wechselte. Als Bratscher musizierte er 1892/93 am Stadttheater Bremen. Von 1893 bis 1933 war er Solist der Schweriner Hofkapelle (1926 in Mecklenburgische Staatskapelle Schwerin umbenannt). In den Sommerferien musizierte er regelmäßig im Orchester der Bayreuther Richard-Wagner-Festspiele. Gleichzeitig gehörte er dem „Schweriner Streichquartett“ an, das 1858 gegründet, zu den ältesten Quartettvereinigungen Deutschlands zählte. 1903 wurde er zum Kammermusiker ernannt und 1926 erhielt er den Ehrentitel Kammervirtuose.
Clemens Meyer befasste sich mit musikhistorischen Arbeiten zur Geschichte der Schweriner und Güstrower Hofkapellen. Von 1906 bis 1956 war er Kustos der Musikaliensammlung der Mecklenburgischen Landesbibliothek Schwerin, deren Aufarbeitung und Katalogisierung zu seinen größten Verdiensten gezählt wird.
Die Universität Rostock ernannte ihn 1948 zum Ehrenmitglied des Musikwissenschaftlichen Instituts. 1953 wurde er Ehrenmitglied der Mecklenburgischen Staatskapelle. Anlässlich seines 90. Geburtstags erhielt er 1958  den Titel „Professor für musikalisches Schaffen“ und wurde zum Ehrenbürger Schwerins ernannt.

## Schriften
- Geschichte der Mecklenburg-Schweriner Hofkapelle: geschichtliche Darstellung der Mecklenburg-Schweriner Hofkapelle von Anfang des 16. Jahrhunderts bis zur Gegenwart. Davids, Schwerin 1913
- Geschichte der Güstrower Hofkapelle: Darstellung der Musikverhältnisse am Güstrower Fürstenhofe im 16. und 17. Jahrhundert. In: Jahrbücher des Vereins für mecklenburgische Geschichte und Altertumskunde. Band 83. Bärensprung, Schwerin 1919. S. 1–46. online
- Unser Theater: ein Gang durch die Geschichte des Mecklenburgischen Staatstheaters 1557-1936; mit 25 Bildern. Bahn, Schwerin 1935
- Die Musikalien-Sammlung in der Mecklenburgischen Landesbibliothek Schwerin. In: Monatshefte für Mecklenburg. Band 14. Schwerin 1938, S. 495–502
- Geschichte der Meckl.-Schweriner Hofkapelle: Nachträge und Ergänzungen bis 1918 und Die Meckl.-Schweriner Staatskapelle 1919–1948. Schwerin 1949